# Quanto sei bella stasera/Ancora io
Quanto sei bella stasera/Ancora io è un singolo di Guido De Angelis e Maurizio De Angelis, pubblicato con lo pseudonimo Oliver Onions, dalla Kangaroo Team Records nel 1981.

## Quanto sei bella stasera
Quanto sei bella stasera è un brano scritto da Cesare De Natale su musica di Guido e Maurizio De Angelis. Il brano fu pubblicato solo su 45 giri e non incluso in alcun album del gruppo.

## Ancora io
Sul lato B è incisa la canzone Ancora io, scritta dagli stessi autori, anch'essa pubblicata solo su 45 giri.